# Liste des titres musicaux numéro un en Autriche en 1986
Cette page liste les titres numéro un dans les meilleures ventes de disques en Autriche pour l'année 1986.

## Classement des singles
| №  | Date          | Artiste                           | Titre                 |
| -- | ------------- | --------------------------------- | --------------------- |
| 1  | 1er janvier   | Jennifer Rush                     | The Power of Love     |
| 2  | 15 janvier    | Falco                             | Jeanny, Part I (de)   |
| 3  | 1er février   | Falco                             | Jeanny, Part I (de)   |
| 4  | 15 février    | Hans Orsolics                     | Mei potschertes Leb’n |
| 5  | 1er mars      | Hans Orsolics                     | Mei potschertes Leb’n |
| 6  | 15 mars       | Hans Orsolics                     | Mei potschertes Leb’n |
| 7  | 1er avril     | Erste Allgemeine Verunsicherung   | Märchenprinz          |
| 8  | 15 avril      | Münchener Freiheit                | Ohne dich             |
| 9  | 1er mai       | Münchener Freiheit                | Ohne dich             |
| 10 | 15 mai        | Bruce and Bongo                   | Geil                  |
| 11 | 1er juin      | Chris Norman                      | Midnight Lady         |
| 12 | 15 juin       | Chris Norman                      | Midnight Lady         |
| 13 | 1er juillet   | Chris Norman                      | Midnight Lady         |
| 14 | 15 juillet    | Chris Norman                      | Midnight Lady         |
| 15 | 1er août      | Joesi Prokopetz                   | Sind Sie Single?      |
| 16 | 15 août       | Doctor and the Medics             | Spirit in the Sky     |
| 17 | 1er septembre | Peter Kent & Luisa Fernandez (de) | Solo por ti           |
| 18 | 15 septembre  | Eros Ramazzotti                   | Adesso tu             |
| 19 | 1er octobre   | Peter Kent & Luisa Fernandez      | Solo por ti           |
| 20 | 15 octobre    | Peter Kent & Luisa Fernandez      | Solo por ti           |
| 21 | 1er novembre  | Tony Esposito                     | Papa Chico            |
| 22 | 15 novembre   | Tony Esposito                     | Papa Chico            |
| 23 | 1er décembre  | Europe                            | The Final Countdown   |
| 24 | 15 décembre   | Europe                            | The Final Countdown   |

## Classement des albums
| №  | Date          | Artiste                         | Titre             |
| -- | ------------- | ------------------------------- | ----------------- |
| 1  | 1er janvier   | S.T.S.                          | Grenzenlos        |
| 2  | 15 janvier    | S.T.S.                          | Grenzenlos        |
| 3  | 1er février   | Falco                           | Falco 3           |
| 4  | 15 février    | Wolfgang Ambros                 | Nr. 13            |
| 5  | 1er mars      | Rainhard Fendrich               | Wien bei Nacht    |
| 6  | 15 mars       | Erste Allgemeine Verunsicherung | Geld oder Leben!  |
| 7  | 1er avril     | Erste Allgemeine Verunsicherung | Geld oder Leben!  |
| 8  | 15 avril      | Erste Allgemeine Verunsicherung | Geld oder Leben!  |
| 9  | 1er mai       | Erste Allgemeine Verunsicherung | Geld oder Leben!  |
| 10 | 15 mai        | Matt Bianco                     | Matt Bianco       |
| 11 | 1er juin      | Herbert Grönemeyer              | Sprünge           |
| 12 | 15 juin       | Herbert Grönemeyer              | Sprünge           |
| 13 | 1er juillet   | Modern Talking                  | Ready for Romance |
| 14 | 15 juillet    | Modern Talking                  | Ready for Romance |
| 15 | 1er août      | Erste Allgemeine Verunsicherung | Geld oder Leben!  |
| 16 | 15 août       | Peter Gabriel                   | So                |
| 17 | 1er septembre | Eros Ramazzotti                 | Nuovi eroi        |
| 18 | 15 septembre  | Eros Ramazzotti                 | Nuovi eroi        |
| 19 | 1er octobre   | Eros Ramazzotti                 | Nuovi eroi        |
| 20 | 15 octobre    | Eros Ramazzotti                 | Nuovi eroi        |
| 21 | 1er novembre  | Eros Ramazzotti                 | Nuovi eroi        |
| 22 | 15 novembre   | Falco                           | Emotional         |
| 23 | 1er décembre  | Falco                           | Emotional         |
| 24 | 15 décembre   | Falco                           | Emotional         |